# Гураль, Лидия Ивановна
Лидия Ивановна Гураль (1935 — ?) — директор совхоза «Малаештский» Оргеевского района Молдавской ССР, Герой Социалистического Труда (14.12.1984).
После окончания института работала зоотехником, главным зоотехником в сельхозпредприятиях Молдавии.
В 1964—1970 гг. главный зоотехник управления сельского хозяйства Комратского района Молдавской ССР.
С 1970 до 1990-х гг. директор племсовхоза «Малаештский» Оргеевского (Орхейского) района (с. Малаешти).
Специализированное хозяйство освоило заболоченные земли при реке Реут — около 700 гектаров — и создало мощную кормовую базу для животноводческого комплекса.
Герой Социалистического Труда (14.12.1984) - за увеличение производства молока и других продуктов животноводства.
В 1987 г. от каждой из 800 коров в племсовхозе надоили по 5736, в 1989 г. — по 6563 кг, а в 1990 г. — по 7000 кг. Чистый доход возрос за эти 3 года на 41 %, рентабельность производства достигла 78 %.
Два созыва избиралась депутатом и членом Президиума Верховного Совета МССР. Делегат XXVII съезда КПСС.
Сочинения:
- Подъем становится закономерностью : (Из опыта совхозов Орхейс. р-на в развитии животноводства) / Л. И. Гураль. - Кишинев : Картя молдовеняскэ, 1984. - 56 с. : ил.; 17 см. - (Достижения науки и передового опыта - XI пятилетке).